# Malpura
Malpura é uma cidade e um município no distrito de Tonk, no estado indiano de Rajastão.

## Geografia
Malpura está localizada a 26° 17′ N, 75° 23′ L. Tem uma altitude média de 332 metros (1089 pés).

## Demografia
Segundo o censo de 2001, Malpura tinha uma população de 27,242 habitantes. Os indivíduos do sexo masculino constituem 52% da população e os do sexo feminino 48%. Malpura tem uma taxa de literacia de 62%, superior à média nacional de 59.5%: a literacia no sexo masculino é de 73% e no sexo feminino é de 50%. Em Malpura, 17% da população está abaixo dos 6 anos de idade.